# 2009年トルコグランプリ
2009年トルコグランプリは、2009年F1世界選手権第7戦として、2009年6月7日にイスタンブール・パークで開催される。正式名称は2009 FORMULA 1 ING Turkish Grand Prix 。

## 予選

### 展開
気温28℃、路面温度46℃、湿度26％の条件下で予選がスタート

#### Q1
多くのマシンがハードタイヤでアタックを行い、その後ソフトタイヤに履き替えて2度目のアタックに出る作戦をとる。しかしマクラーレンはソフトタイヤに履き替えずにアタックを続ける。ヘイッキ・コバライネンはなんとか14番手に入るが、ルイス・ハミルトンは0.04秒届かずに2戦連続Q1敗退となった。トップはレッドブルのセバスチャン・ベッテルで、ベッテルからハミルトンまでの16台が1秒以内という混戦の中、トロ・ロッソの2台とルノーのネルソン・ピケ、フォース・インディアのジャンカルロ・フィジケラがQ1敗退となった。

#### Q2
気温29℃、路面温度46℃、湿度27％
ウィリアムズの中嶋一貴を先頭に各マシンアタックに入るが、ソフトタイヤを履くマシンとハードタイヤを履くマシンに分かれる。ベッテルがQ1に続きトップタイムをマークする。最後にルノーのフェルナンド・アロンソが10番手に飛び込みQ2が終了。トヨタはヤルノ・トゥルーリが4番手に入るが、ティモ・グロックは13番手と明暗が分かれる。トップのベッテルから10番手のアロンソまでの差が0.457秒という大混戦となった。BMWザウバーのニック・ハイドフェルド、中嶋、グロック、コバライネン、フォース・インディアのエイドリアン・スーティルがQ2で敗退。

#### Q3
気温29℃、路面温度47℃、湿度26％
フェラーリのキミ・ライコネンを先頭に各マシンがコースにで出る。ベッテルがトップタイムのまま残り時間がなくなるが、チームメイトのマーク・ウェバーがトップタイムを更新する。その後ブラウンGPのジェンソン・バトンがウェバーのタイムを更に上回る。しかし最後の最後でベッテルが再びトップタイムを更新し、中国グランプリ以来今期2度目、通算3度目のポール・ポジションを獲得する。4年連続ポール・トゥ・ウィン、3年連続ハットトリックがかかっていたフェリペ・マッサは7番手に留まった。

### 結果
| 順位 | No | ドライバー               | チーム                         | Q1       | Q2       | Q3       | グリッド | 重量    |
| ---- | -- | ------------------------ | ------------------------------ | -------- | -------- | -------- | -------- | ------- |
| 1    | 15 | セバスチャン・ベッテル   | レッドブル・ルノー             | 1'27.330 | 1'27.016 | 1'28.316 | 1        | 649.5kg |
| 2    | 22 | ジェンソン・バトン       | ブラウン・メルセデス           | 1'27.355 | 1'27.230 | 1'28.421 | 2        | 655.5kg |
| 3    | 23 | ルーベンス・バリチェロ   | ブラウン・メルセデス           | 1'27.371 | 1727.418 | 1'28.579 | 3        | 652.5kg |
| 4    | 14 | マーク・ウェバー         | レッドブル・ルノー             | 1'27.466 | 1'27.416 | 1'28.613 | 4        | 656.0kg |
| 5    | 9  | ヤルノ・トゥルーリ       | トヨタ                         | 1'27.529 | 1'27.195 | 1'28.666 | 5        | 652.0kg |
| 6    | 4  | キミ・ライコネン         | フェラーリ                     | 1'27.556 | 1'27.387 | 1'28.815 | 6        | 658.0kg |
| 7    | 3  | フェリペ・マッサ         | フェラーリ                     | 1'27.508 | 1'27.349 | 1'28.858 | 7        | 654.0kg |
| 8    | 7  | フェルナンド・アロンソ   | ルノー                         | 1'27.988 | 1'27.473 | 1'29.075 | 8        | 644.5kg |
| 9    | 16 | ニコ・ロズベルグ         | ウィリアムズ・トヨタ           | 1'27.517 | 1'27.418 | 1'29.191 | 9        | 660.0kg |
| 10   | 5  | ロバート・クビサ         | BMWザウバー                    | 1'27.788 | 1'27.455 | 1'29.357 | 10       | 640.0kg |
| 11   | 6  | ニック・ハイドフェルド   | BMWザウバー                    | 1'27.795 | 1'27.521 |          | 11       | 681.5kg |
| 12   | 17 | 中嶋一貴                 | ウィリアムズ・トヨタ           | 1'27.691 | 1'27.629 |          | 12       | 680.4kg |
| 13   | 10 | ティモ・グロック         | トヨタ                         | 1'28.160 | 1'27.795 |          | 13       | 689.0kg |
| 14   | 2  | ヘイッキ・コバライネン   | マクラーレン・メルセデス       | 1'28.199 | 1'28.207 |          | 14       | 665.0kg |
| 15   | 20 | エイドリアン・スーティル | フォースインディア・メルセデス | 1'28.278 | 1'28.391 |          | 15       | 668.5kg |
| 16   | 1  | ルイス・ハミルトン       | マクラーレン・メルセデス       | 1'28.318 |          |          | 16       | 696.5kg |
| 17   | 8  | ネルソン・ピケ           | ルノー                         | 1'28.582 |          |          | 17       | 689.6kg |
| 18   | 12 | セバスチャン・ブエミ     | トロ・ロッソ・フェラーリ       | 1'28.708 |          |          | 18       | 686.5kg |
| 19   | 21 | ジャンカルロ・フィジケラ | フォースインディア・メルセデス | 1'28.717 |          |          | 19       | 688.5kg |
| 20   | 11 | セバスチャン・ブルデー   | トロ・ロッソ・フェラーリ       | 1'28.918 |          |          | 20       | 701.0kg |

## 決勝

### 展開
気温32℃、路面温度50℃
タイヤはルノー以外のマシンがハードタイヤを選択する。
スタートではレッドブルのセバスチャン・ベッテルがトップを守り第1コーナーに入る。奇数グリッドが有利と言われるが2番手スタートのブラウンGPのジェンソン・バトンは2番手を守るが、3番手のルーベンス・バリチェロはスタートダッシュに失敗し、13番手まで大きく順位を下げてしまう。トップのベッテルが10コーナーの出口でコースアウトし、その隙にバトンがトップに出る。バリチェロはKERSを持つマクラーレンのヘイッキ・コバライネンの抑えられペースが上がらない。
7周目の最終コーナーでバリチェロが一時コバライネンを抜くが、ホームストレートで再び抜かれてしまう。続く8周目の9コーナーで再び抜きにかかるが、今度はコバライネンと接触し、バリチェロがスピン、17番手まで順位を下げる。上位勢ではバトンが2位以下との差を広げていく。ベッテルは燃料が軽いにもかかわらずペースが上がらない。12周目の最終コーナーでバリチェロはフォース・インディアのエイドリアン・スーティルを抜きにかかるが失敗し、再び接触、フロントウィングを破損したため、予定より早く次の周回でピットストップを行う。上位勢では14周目にフェルナンド・アロンソ、次の周でベッテルがピットインをするが、レッドブルはここでベッテルを3ストップ作戦に出る。17周目にバトンとフェリペ・マッサ、次の周回でウェバー、ニコ・ロズベルグ、キミ・ライコネンがピットイン。
第2スティントに入り、ベッテルは3ストップ作戦のために燃料が軽く、バトンとの差を次第につめていくが、結局バトンを抜くことができず、29周目に2度目のピットストップ。バトンに抑えられたことが影響し、ウェバーの後ろでコースに戻る。
40周目にロズベルグがピットイン、入賞圏内を走行していたチームメイトの中嶋一貴も43周目にピットストップを行うが、左フロントのタイヤ交換に時間がかかり、入賞圏外に大きく順位を下げることとなってしまう。43周目でバトンとウェバーが2度目のピットイン、48周目でベッテルが3度目のピットイン。48周目でバリチェロが今期初リタイヤ。ブラウンGPは今期開幕から唯一全レースで2人ともポイントを獲得していたが、バリチェロのリタイヤにより、途切れてしまうことになる。一方バトンは順調に周回を重ね、残り7周で早くもクルージングに入る。そのままレースに大きな変動はなく、バトンが今期6勝目。2位にウェバー、3位にベッテルとレッドブル勢が続くかたちになった。BMWザウバーのロバート・クビサが7位に入り、今期初ポイントとなった。トルコグランプリ4連勝がかかっていたフェラーリのマッサは6位に終わった。

### 結果
| 順位 | No | ドライバー               | チーム                         | 周回数 | タイム/リタイア | グリッド | ポイント |
| ---- | -- | ------------------------ | ------------------------------ | ------ | --------------- | -------- | -------- |
| 1    | 22 | ジェンソン・バトン       | ブラウン・メルセデス           | 58     | 1:26'24.848     | 2        | 10       |
| 2    | 14 | マーク・ウェバー         | レッドブル・ルノー             | 58     | +6.714          | 4        | 8        |
| 3    | 15 | セバスチャン・ベッテル   | レッドブル・ルノー             | 58     | +7.461          | 1        | 6        |
| 4    | 9  | ヤルノ・トゥルーリ       | トヨタ                         | 58     | +27.843         | 5        | 5        |
| 5    | 16 | ニコ・ロズベルグ         | ウィリアムズ・トヨタ           | 58     | +31.539         | 9        | 4        |
| 6    | 3  | フェリペ・マッサ         | フェラーリ                     | 58     | +39.996         | 7        | 3        |
| 7    | 5  | ロバート・クビサ         | BMWザウバー                    | 58     | +46.247         | 10       | 2        |
| 8    | 10 | ティモ・グロック         | トヨタ                         | 58     | +46.959         | 13       | 1        |
| 9    | 4  | キミ・ライコネン         | フェラーリ                     | 58     | +50.246         | 6        |          |
| 10   | 7  | フェルナンド・アロンソ   | ルノー                         | 58     | +1'02.420       | 8        |          |
| 11   | 6  | ニック・ハイドフェルド   | BMWザウバー                    | 58     | +1'04.327       | 11       |          |
| 12   | 12 | 中嶋一貴                 | ウィリアムズ・トヨタ           | 58     | +1'06.376       | 12       |          |
| 13   | 1  | ルイス・ハミルトン       | マクラーレン・メルセデス       | 58     | +1'20.454       | 16       |          |
| 14   | 2  | ヘイッキ・コバライネン   | マクラーレン・メルセデス       | 57     | +1 Lap          | 14       |          |
| 15   | 12 | セバスチャン・ブエミ     | トロ・ロッソ・フェラーリ       | 57     | +1 Lap          | 18       |          |
| 16   | 8  | ネルソン・ピケ           | ルノー                         | 57     | +1 Lap          | 17       |          |
| 17   | 20 | エイドリアン・スーティル | フォースインディア・メルセデス | 57     | +1 Lap          | 15       |          |
| 18   | 11 | セバスチャン・ブルデー   | トロ・ロッソ・フェラーリ       | 57     | +1 Lap          | 20       |          |
| Ret  | 23 | ルーベンス・バリチェロ   | ブラウン・メルセデス           | 47     | ギアボックス    | 3        |          |
| Ret  | 21 | ジャンカルロ・フィジケラ | フォースインディア・メルセデス | 4      | ブレーキ        | 19       |          |